# 248
Cette page concerne l'année 248  du calendrier julien. Pour l'année 248 av. J.-C., voir 248 av. J.-C. Pour le nombre 248, voir 248 (nombre).
L'année 248 est une année bissextile qui commence un samedi.

## Événements
- 21 avril : célébration du millénaire de la fondation de Rome (-753). Philippe l'Arabe marque l'évènement par la célébration des Ludi Saeculares[1].
- Été, Empire romain : révolte de Pacatianus dans les Balkans, de Jotapianus en Cappadoce et d'Uranius Antoninus en Syrie, réprimées par le préfet de Rome Dèce[2].

- Débuts des invasions des Goths sous leur roi Argaithius[3]. Ils détruisent définitivement Histria à l'embouchure du Danube entre 248 et 267[4].
- Au Vietnam, répression de l'insurrection contre la Chine des Wu conduite par la jeune paysanne Trieu Thi Trinh (225-248)[5].

## Naissances en 248
- Hélène (mère de Constantin) (date approximative)

## Décès en 248
- Himiko de Yamatai, au Japon.